# Zaorlicko
Zaorlicko este o arie protejată (arie specială de conservare — SAC, sit de importanță comunitară — SCI) din Republica Cehă întinsă pe o suprafață de 185,37 ha, integral pe uscat.

## Localizare
Centrul sitului Zaorlicko este situat la coordonatele 50°13′52″N 16°32′36″E / 50.231111°N 16.543333°E.

## Înființare
Situl Zaorlicko a fost declarat sit de importanță comunitară în aprilie 2005 pentru a proteja 1 specie de animale. Situl a fost protejat și ca arie specială de conservare în iulie 2012.

## Biodiversitate
Situată în ecoregiunea continentală, aria protejată conține 2 habitate naturale: Fânețe montane, Păduri aluvionare cu Alnus glutinosa și Fraxinus excelsior (Alno-Padion, Alnion incanae, Salicion albae).
La baza desemnării sitului se află o specie protejată de  pești: zglăvoacă (Cottus gobio).